# Scoutisme en Iran
 (août 2020).

Scouts iraniens durant les années 1960 à Laledjin

Le scoutisme en Iran est régi par l’Iran Scout Foundation (en persan : سازمان پیشاهنگی ایران) fondée en 1925.